# Cobra-d'água-do-litoral
A cobra-d'água-do-litoral (Helicops angulatus), é uma serpente aquática que habita preferencialmente zonas litorais. É uma espécie considerada vulnerável, em termos de conservação. No Brasil, pode ser encontrada nos estados de Espírito Santo, Rio Grande do Sul, São Paulo, Santa Catarina e Paraná.